# Michael Haves

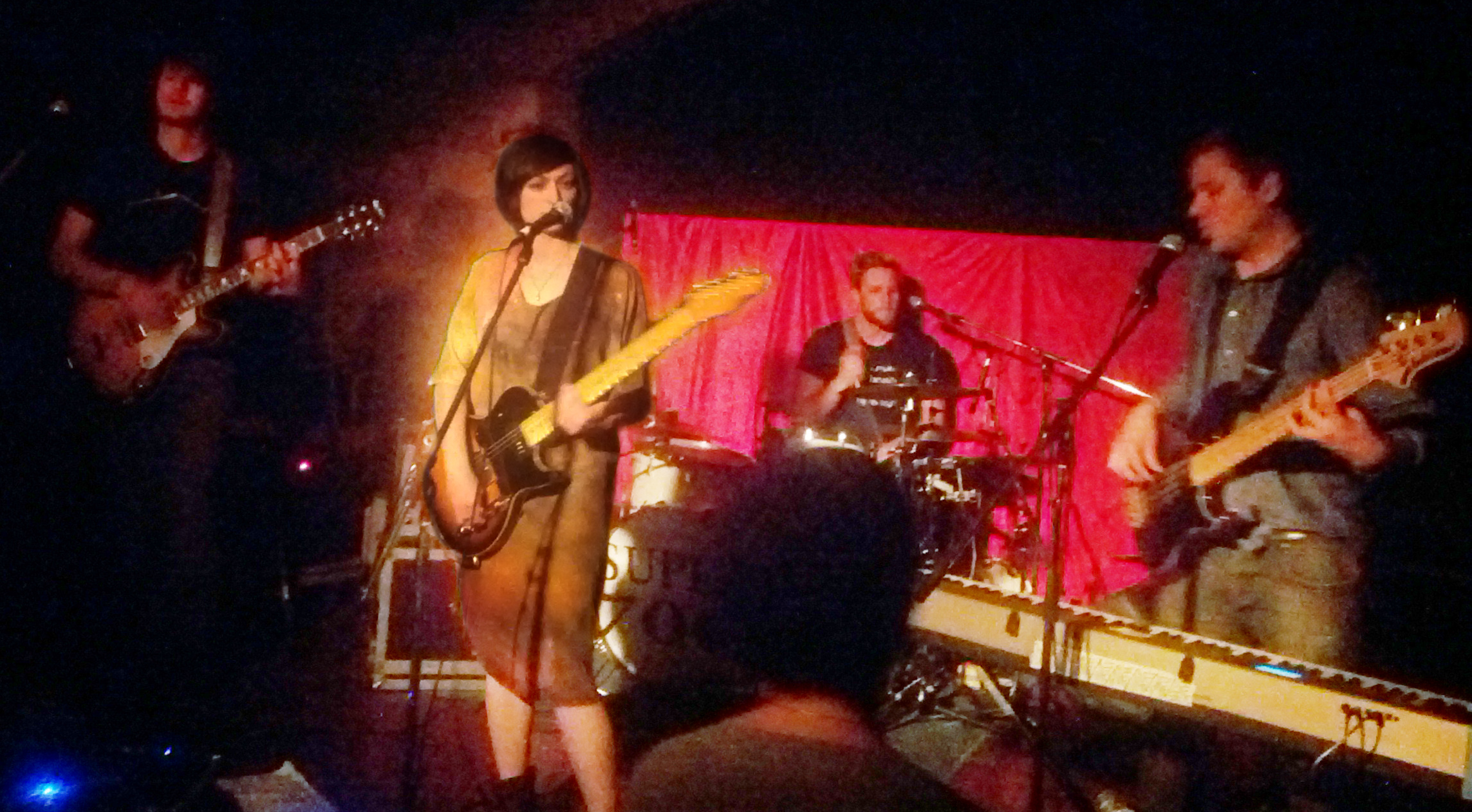
Michael Haves (r.) (2012)

Michael Haves (* 1978) ist ein deutscher Komponist, Musiker und Produzent. Bekanntheit erlangte er durch seine Arbeit mit der Indierock- und Indiepop-Band Super700 aus Berlin sowie durch seine vielseitige Tätigkeit als Musikproduzent.

## Leben
Michael Haves studierte von 1999 bis 2003 Kontrabass an der Hochschule für Musik „Hanns Eisler“. Seit seinem elften Lebensjahr ist er in vielen Bands tätig, zunächst als Keyboarder und später als Kontra- und E-Bassist. Von Beginn an war er auch als Songwriter und Komponist aktiv.
Haves begann seine musikalische Laufbahn in der Berliner Jazzszene und arbeitete im Bereich der zeitgenössischen und improvisierten Musik. Seit 2004 konzentriert er sich mehr auf Komposition und Songwriting für Theater und Film sowie auf seine Arbeit mit der von ihm und Ibadet Ramadani gegründeten Band Super700.
Parallel zu seiner Arbeit mit Super700 schrieb Haves Musik für Theaterstücke, Filme und Hörspiele. Er arbeitete als Produzent für verschiedene Künstler, darunter The Bianca Story, Theodor Shitstorm und Julia Marcell.

## Karriere

### Super700
Super700 wurde 2003 von Michael Haves und Ibadet Ramadani gegründet und ist bekannt für ihre atmosphärischen Klänge und harmonischen Gesangsparts. Die Band aus Berlin kombinierte eingängigen Pop/Rock mit literarischen Texten, die gesellschaftliche Themen reflektierten. Produzenten wie Gordon Raphael und Rob Kirwan arbeiteten mit ihnen zusammen. Bekannte Alben sind „Super700“ (2006), „Lovebites“ (2009) und „Under the No Sky“ (2012). Ihre Musik wurde unter anderem im Film „Französisch für Anfänger“ verwendet. Im Frühjahr 2007 machte die Band ihr US-Debüt mit einer Reihe von Auftritten in Kalifornien, darunter eine Live-Sendung beim einflussreichen Radioprogramm „Morning Becomes Eclectic“ auf KCRW-FM. Die Band löste sich 2013 auf.

### Brigade Futur III
2017 gründete Haves zusammen mit Benjamin Weidekamp, Jerome Bugnon und Elia Rediger die Band Brigade Futur III. Diese Big-Band kombiniert klassische Elemente mit zeitgenössischen Musikstilen und behandelt in ihren Werken gesellschaftlich relevante Themen wie Zukunftsangst, Klimawandel und gesellschaftliche Ungleichheit. Ihr zweites Album Ein bisschen Zeit haben wir ja noch (WhyPlayJazz, 2021) wurde für seine innovative Klanggestaltung und die Verbindung verschiedener Genres wie Jazz, Elektro, Chanson und Hip-Hop gelobt. Das Album wurde für den Preis der deutschen Schallplatten Kritik 2024 nominiert und landete auf der Longlist in der Kategorie Liedermacher.
Benjamin Weidekamp und Michael Haves präsentierten als Mitglieder der Brigade Futur III beim Darmstädter Jazzforum eine Ausstellung im Jazzinstitut und im Literaturhaus Darmstadt, in der sie den künstlerischen Prozess ihrer kreativen und gleichzeitig gesellschaftspolitisch relevanten Arbeit beleuchteten. Dieses Thema bildete auch den Schwerpunkt ihres gemeinsamen Vortrags im Konferenzteil des Jazzforums.

### JugendJazzOrchester
Michael Haves ist maßgeblich in der künstlerischen Leitung, kompositorischen Mitarbeit sowie bei den Songtexten des JugendJazzOrchester involviert. Das Ensemble bietet talentierten Schweizer Musikern die Möglichkeit, über mehrere Monate hinweg ein speziell für sie geschriebenes Programm zu erarbeiten. Die anschließende schweizweite Tournee fördert große Formate im Jazz und ergänzt damit die bestehenden Förderangebote im Orchester- und Kammermusikbereich in der Schweiz.

### The Cop Shop
Michael Haves betreibt das Projektstudio „The Cop Shop“ in Berlin-Prenzlauer Berg, wo er Aufnahme-, Misch-, Produktions- und Mastering-Dienstleistungen anbietet. Sein Studio ist für seine vielseitige Arbeit bekannt und deckt Genres von Rock und Pop bis hin zu Jazz und Klassik ab.

### Arbeit für Theater
Michael Haves war auch für mehrere Theaterproduktionen als Musiker tätig:
- 2021: Theater Heilbronn – Hawaii (Chian Acar), Künstlerische Leitung: Nurkan Erpulat
- 2023: Berliner Ensemble – Clockwork Orange (Anthony Burgess), Künstlerische Leitung: Tilo Nest
- 2024: Maxim Gorki Theater – Hund Wolf Schakal (Behzad Karim Khani), Künstlerische Leitung: Nurkan Erpulat

### Film und Fernsehen
Haves hat auch als Komponist und Musikproduzent für Film und Fernsehen gearbeitet. 2012 war er als Musikproduzent für den Kinospielfilm Worst Case Scenario tätig und 2022 als Komponist für die TV-Serie Like a Loser bei ZDFneo.

### Weitere Projekte
Michael Haves war Teil des Orchesters für Synthesizer, Bass und Gitarre in der Inszenierung von Faust I und II von Johann Wolfgang von Goethe, Textfassung von Jutta Ferbers und Musik von Herbert Grönemeyer. Die Premiere fand am 22. April 2015 im Berliner Ensemble, Theater am Schiffbauerdamm, Berlin, statt.

## Diskografie (Auswahl)
- 2003: Olaf Ton – Demo
- 2005: Super700 – When Hare And Fox Had Fun
- 2006: Super700 – Super700
- 2008: Stereo Lisa – Anno Onno Monno
- 2009: Super700 – Lovebites
- 2012: Super700 – Under The No Sky
- 2013: The Bianca Story – Digger
- 2014: Seeed – Cherry Oh 2014
- 2016: Drei Sekunden Island – Wildnis
- 2017: Bruckner – Berg
- 2017: Mister Me – Zeit bleibt Zeit
- 2017: Daniel Freitag – This Is How It Started
- 2017: Deniz Jaspersen – Planet für die Compilation Unter meinem Bett 3
- 2017: Daniel Freitag – Don't
- 2017: Daniel Freitag – Still
- 2018: Julia Marcell – Like a Rolling Stone
- 2018: Daniel Freitag – Take On
- 2020: Julia Marcell – Skull Echo
- 2021: Various – Ondine (Jolene Cover)
- 2023: ASRA – Nocturnal Journey
- 2024: Andreas Liebert - Mondlandung

## Filmografie
- 2012: Worst Case Scenario – Musikproduzent
- 2022: Like a Loser – Komponist für die Fernsehserie bei ZDFneo[10]

## Hörspiele (Komposition, Auswahl)
- 2007: Josef Maria Schäfers: Fluchtpunkte – Regie: Stella Luncke, Josef Maria Schäfers (Original-Hörspiel – Deutschlandradio (Auftragsproduktion))[12]
- 2014: Andrea De Carlo: Sie und Er (2 Teile) – Bearbeitung und Regie: Christoph Dietrich (Hörspielbearbeitung – NDR)[13]

## Auszeichnungen/Nominierungen
- Nominierung für den Preis der deutschen Schallplatten Kritik 2024 für das Album Ein bisschen Zeit haben wir ja noch von Brigade Futur III.[6]